# Winna (singel)
Winna – pierwszy singiel promujący debiutancki album studyjny zespołu Chylińska, Winna. Do piosenki zrealizowany został teledysk.

## Lista utworów
Płyta promocyjna
źródła

1. „Winna” – radio edit (3:53)
2. „Winna” – LP version (4:42)
3. „Wicked” – English version (3:53)

## Pozycje na listach przebojów
| Kraj   | Notowanie (2004)                   | Pozycja |
| ------ | ---------------------------------- | ------- |
| Polska | Lista przebojów Programu Trzeciego | 14      |